# أناند شيتي
أناند شيتي (بالإنجليزية: Anand Shetty) هو منافس ألعاب قوى هندي، ولد في 1961، وتوفي في 21 مايو 2013 في مانغلور في الهند بسبب حادث مرور.